# Richard Thomas
Richard Earl Thomas (Nova Iorque, 13 de junho de 1951) é um ator e produtor norte-americano, vencedor do prêmio Emmy.

## Biografia
Nascido no dia 13 de junho de 1951, na cidade de Nova Iorque, filho de bailarinos da New York City Ballet, dos quais eram proprietários. 
Thomas iniciou cedo na carreira artística, estrelando uma peça teatral na Broadway, chamada Sunrise at Campobello, em 1958, aos sete anos de idade. 
Na televisão estreou em 1969, ao lado de Paul Newman.
Na década de 1970 ficou conhecido mundialmente pela sua interpretação do personagem John-Boy, no premiado seriado de televisão Os Waltons, papel que se desligou em 1978 para se dedicar a outros projetos de teatro e TV, onde atua até hoje. Thomas casou-se duas vezes. Primeiro com Alma Gonzalez, de quem se divorciou em 1993, e com Georgina Thomas Bischoff, em 1994, com quem teve quatro filhos.

## Filmografia parcial
- The Waltons (1972-1978)[4]
- Mercenários das Galáxias (1980)
- It! (1990)
- Go Toward The Light (1988)